# Héninel
Héninel là một xã của tỉnh Pas-de-Calais, thuộc vùng Hauts-de-France, miền bắc nước Pháp.

## Dân số
| 1962                                                             | 1968 | 1975 | 1982 | 1990 | 1999 | 2005 |
| ---------------------------------------------------------------- | ---- | ---- | ---- | ---- | ---- | ---- |
| 173                                                              | 186  | 165  | 197  | 238  | 195  | 208  |
| Census count starting from 1962: [[Population without duplicates |      |      |      |      |      |      |